# Natació sincronitzada als Jocs Olímpics d'Estiu de 1996
Als Jocs Olímpics d'Estiu de 1996 celebrats a la ciutat d'Atlanta (Estats Units d'Amèrica) es disputà una única competició de natació sincronitzada per equips, sent la primera vegada que aquesta modalitat formà part del progrma olímpic. En aquesta edició s'eliminà la prova de solo, que no ha tornat a formar part del progrma olímpic, i també la prova per parelles, si bé aquesta fou reincorporada en els següents Jocs.
La competició es desenvolupà al Georgia Tech Aquatic Center entre els dies 30 de juliol i 2 d'agost de 1996.

## Comitès participants
Hi participaren un total de 72 nedadores de 8 comitès nacionals diferents.
| - Canadà - Estats Units | - França - Itàlia | - Japó - Mèxic | - Rússia - R.P. de la Xina |

## Resum de medalles
| Prova  | Or | Argent | Bronze |
| Equips | Estats UnitsSuzannah Bianco · Tammy Cleland · Becky Dyroen · Heather Pease · Jill Savery · Nathalie Schneyder · Heather Simmons · Jill Sudduth · Emily Lesueur · Margot Thien | CanadàKaren Clark · Sylvie Frechette · Janice Bremner · Karen Fonteyne · Christine Larsen · Erin Woodley · Cari Read · Lisa Alexander · Valerie Hould · Kasia Kulesza | JapóMiya Tachibana · Akiko Kawase · Rei Jimbo · Miho Takeda · Raika Fujii · Miho Kawabe · Junko Tanaka · Riho Nakajima · Mayuko Fujiki · Kaori Takahashi |

## Medaller
| Posició | País         | Or | Argent | Bronze | Total |
| 1       | Estats Units | 1  | 0      | 0      | 1     |
| 2       | Canadà       | 0  | 1      | 0      | 1     |
| 3       | Japó         | 0  | 0      | 1      | 1     |